# Trifurcula manygoza
Trifurcula manygoza là một loài bướm đêm thuộc họ Nepticulidae. Nó là loài duy nhất được tìm thấy ở Croatia và tây bắc Hy Lạp. But is probably also present in other Balkan countries.
Sải cánh dài 4.7–6 mm đối với con đực và 5.5 mm đối với con cái. Larvae have been được tìm thấy ở tháng 7 và adults were collected in tháng 6 và tháng 8.
Ấu trùng ăn Lotus corniculatus. The mine the leaves of their host plant. 